# Софія Потоцька

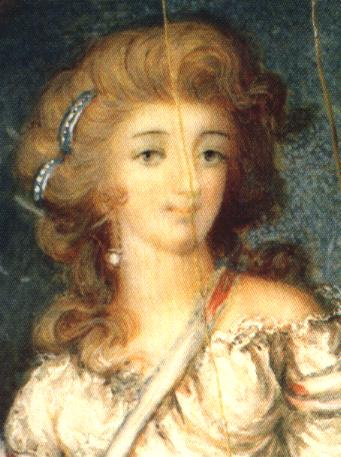

Софі́я Костянтинівна Клавоне, у шлюбі Пото́цька (пол. Zofia Potocka, Софія (де) Вітт, Софія Челіче) — світська дама, відома свого часу красуня та політична діячка простого походження, родом з константинопольських греків; співмешканка та коханка багатьох знаменитостей. Сучасники відзначали її гострий розум. Через шлюб стала польською аристократкою (титулованою графинею). На її честь зведено Національний дендрологічний парк «Софіївка».

## Прибуття до Жванця
Її батько Клявоне був цукерником, пік та продавав солодощі на вулицях Стамбулу. 1777 року його не стало, а мати не змогли заробляти для сім'ї гроші, тому з великої нужди сиділа разом з дочками перед воротами до гарему султана і жила з подавань. Там їх надибав посол Боскамп Лясопольський і, запропонувавши матері гроші, запевнив, що дочок добре влаштує в Польщі.
21 червня 1778 року 13-літня Лулу (потім — Софія) прибула з сестрою Геленою-Фатимою і Лясопольським до Жванця. Дівчата були дуже бідно одягненими, прив'язані на довгому шкіряному шнурку. На запитання, чи вони є одалісками до гарему, Боскамп-Лясопольський відповів, що вони є бранками, викупленими з неволі. Прибувши зі Стамбула (в ті часи Царгород), Софія (Лулу) та її сестра Гелена-Фатима уміли розмовляти тільки грецькою та турецькою мовами.
На той час перетнути кордон було непросто, тому Лясопольський мусив затриматись у Жванці на 5 днів для оформлення необхідних документів. І дістав дозвіл на перетин кордону лише для кількох осіб, тому сестер і всі речі він залишив тут на поруки Йозефу Вітте, видавши таємницю, що вони призначені для короля. Йозеф Вітт відправив дівчат на утримання до пані Завадської. Та, запросивши перекладача Станіслава Пельштина, довідалася, звідки дівчата походять та як їх звати. 
Йозеф Вітт сподобав Гелену, на два роки старшу за Софію, і розпочав з нею кількамісячну авантюру, поки про неї не довідався Ян Вітт і не вислав його до Варшави. Повернувшись з Варшави, Вітт забажав уже Софії, але Гелена стояла йому на заваді. Тоді він вирішив її видати в шлюб з 50-річним жовніром Бартоломеєм Чайковським, який був від нього залежний.
12 січня 1779 відбувся шлюб Гелени з Чайковським у зіньковецькому костелі, там була присутня також Софія та Йозеф Вітт як свідок. Після шлюбу Гелени Вітт залицяється до Софії, але пані Завадська вказала йому, що Софію він отримає тільки через одруження.
Бартоломей Чайковський був повністю незадоволений Софією, яка нічого не робила, тільки лежала на дивані і з якою він не міг порозумітись, до того ж вся округа насміхалась з нього. Він слізно просив Йозефа Вітта звільнити його від «босурманки». І тоді Вітт вирішив віддати Гелену до гарему паші з турецького на той час Хотину, який тоді ж втопив в Дністрі свою першу дружину за зраду і з того приводу був дуже смутний. Паша з Хотина був його добрим приятелем, якого він часто відвідував і розважався у нього. В березні 1779 Гелену-Фатиму було віддано до гарему, де вона стала першою дружиною хотинського паші.
Софія важко перенесла зникнення сестри, і пані Завадська мусила поїхати з нею до турецького Хотина, звідти вони повернулися в квітні.

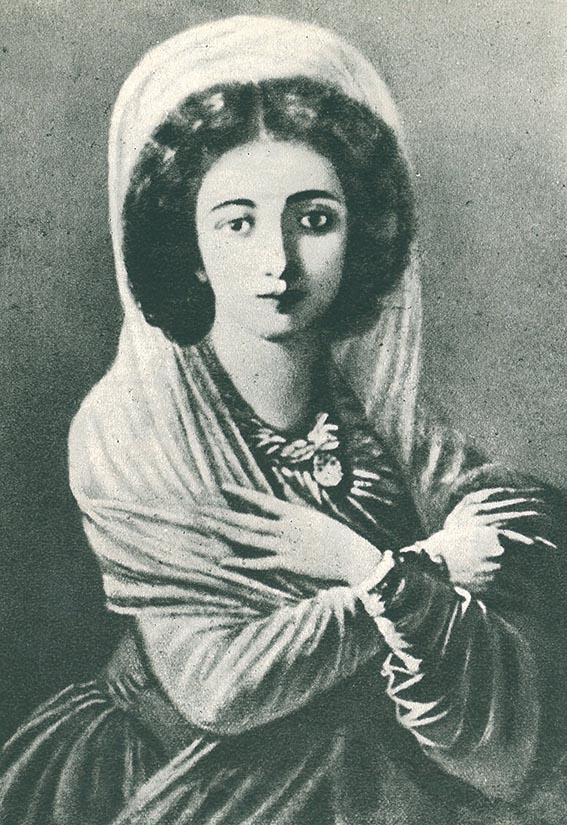
Софія Вітт 1780

## Шлюб із Йозефом Віттом
3 квітня 1779 Софія Клавоне прибула з Хотина в Кам'янець-Подільський. А в червні без згоди батьків Йозеф Вітт одружується з нею.
Шлюб відбувся 14 червня 1779 в зіньковецькому костелі. Шлюб благословив Антоній Хмілевський, за дозволом кам'янецького єпископа Адама Красінського. Свідками були Ігнацій Пшибишовський та Шимон Квятковський. Тоді і було придумано версію для батька Йозефа Вітта, що Софія Клавоне походить зі старовинного грецького роду Челіче де Маврокордато. Мати Йозефа, не згодившись з вчинком сина, злягла від хвороби і померла 1780.
У травні 1780 року подружжя виїздить до Франції. Там у Парижі 14 червня 1781 року Софія народила сина Яна Вітта.
1782 подружжя повертається до Кам'янця-Подільського.
1 грудня 1784 народила другого сина — Корнія Йозефа Станіслава Вітта (пом. 1785). Хрестив його той же Хмілевський, що благословляв їх шлюб. Тоді ним вперше подано прізвище «Челіче».
У грудні 1785 Йозеф Вітт по смерті батька став комендантом Кам'янця.

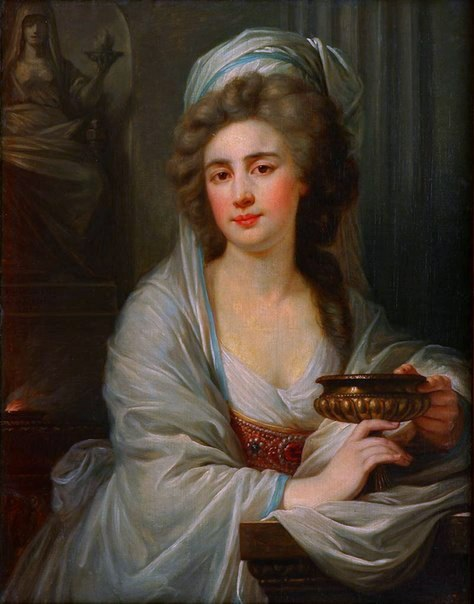
Софія Вітт 1785

У червні 1787 Софія Вітт була в Херсоні дорогою до Стамбулу, під приводом відвідати матір, а насправді з політичною місією. Софія була амбітною і всяко прислуговувалась різним урядам, також і Катерині, за що та їй надала помістя в Білорусі, на території, яка за першим поділом Речі Посполитої відійшла до Росії. Під час російсько-турецької війни Софія в Криму була представлена Катерині і відбула до Стамбулу з певною місією.
Восени 1788 перебувала у Львові з наміром там пожити, через чоловікові ревнощі. На початку 1789, після перепросин з чоловіком, повертається до Кам'янця.

## Зв'язок із Салтиковим
У травні 1788 Софія знаходиться в обозі І. П. Салтикова, який разом із своїми військами та австрійською армією стояв під Хотином у Бразі. Де він на честь Софії давав бали. Хотин капітулював. Софія, на той час коханка Салтикова, передавала через його посильних листи сестрі Гелені в Хотин і отримувала відповіді. Салтиков зволікав вступ в Хотин, під впливом Софії він давав можливість Хотинському паші вивезти все майно та своїх людей з Хотина. Щоб утихомирити гнів Потьомкіна, який був незадоволений діями Салтикова під Хотином, Салтиков послав до нього Софію.
Після відступу з Хотина, хотинський паша за заслуги перед падишахом, був назначений візиром до сирійського Алепу. Там Гелена-Фатима і закінчила своє життя.

## Знайомство ізСтаніславом Потоцьким
Після тих подій Софія вирушила до Варшави, де зачаровувала всіх своєю красою. Там її побачив Станіслав Щесний Потоцький і закохався.
На початку 1789 Софія знаходиться з Потьомкіним під Очаковом, а пізніше в Яссах. Вітт самовільно залишив напризволяще фортецю в Кам'янці і подався в серпні 1789 за дружиною під Очаків. За те і був звільнений з посади коменданта. Не дуже тим переймаючись, через Потьомкіна отримав місце коменданта в Херсонській фортеці (1791–1797). Після того в чині генерал-лейтенанта і вже з графським титулом повернувся на Поділля в маєток Обозовка під Уманню, який виторгував в Потоцького за відмову від Софії. Крім того, він отримав від гр. Потоцького гроші на купівлю «Грушевського Ключа»; маєтки в Білорусі, та гр. Потоцький зобов'язався забезпечити освіту його з Софією синові, 15-літньому Яну Вітту.

## Софія в таборі Потьомкіна
У Ясси граф Станіслав Щесний Потоцький часто приїздив для переговорів з Потьомкіним та Безбородьком. Тут Софія виступає як агентка з метою схилити графа Потоцького до альянсу.

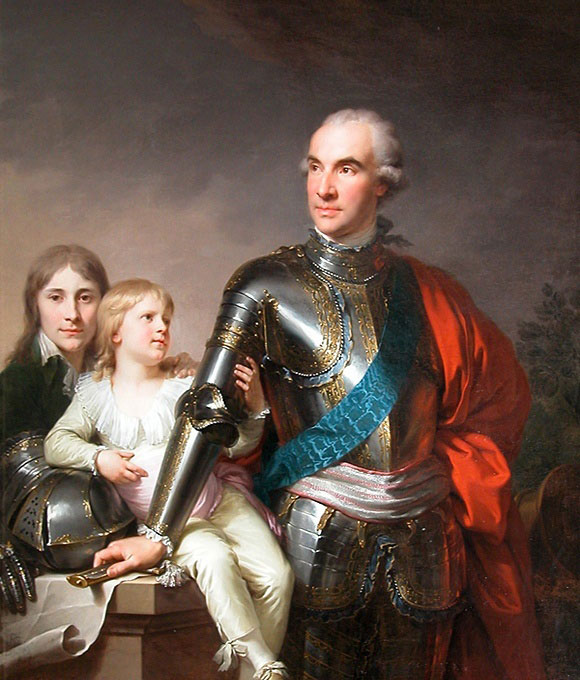
Станіслав Потоцький з синами Юрієм та Станіславом

Зближення Софії Вітт та Станіслава Потоцького відбулося в Яссах. Звідти вона поверталась з ним в травні 1792 до Тульчина, але стосунки їх були таємні. Перший раз Софія з'являється відкрито з Станіславом Потоцьким в березні 1793 у Гродно. В 1793 Софія з Потоцьким виїжджає до Гамбурга, де вони прожили кілька місяців. Потоцький, розчарований занепадом краю, мав намір назавжди залишити Поділля. В цьому ж часі існував указ, за яким Софія за її поведінку повинна була укрита в монастирі, але вона вчасно покинула терени.
У 1798 померла друга дружина С. Щ. Потоцького, з якою він марно намагався перед тим взяти розлучення.

## Шлюб зі Станіславом Потоцьким
17 квітня 1798 Софія де Вітт і граф Потоцький взяли шлюб в церкві, в передмісті Тульчина. Після цього вони переїхали до Умані, де граф Потоцький в 1798 на честь Софії заклав знамениту «Софіївку». Керував роботами в Софіївці Мецел (Людовик Метцел).

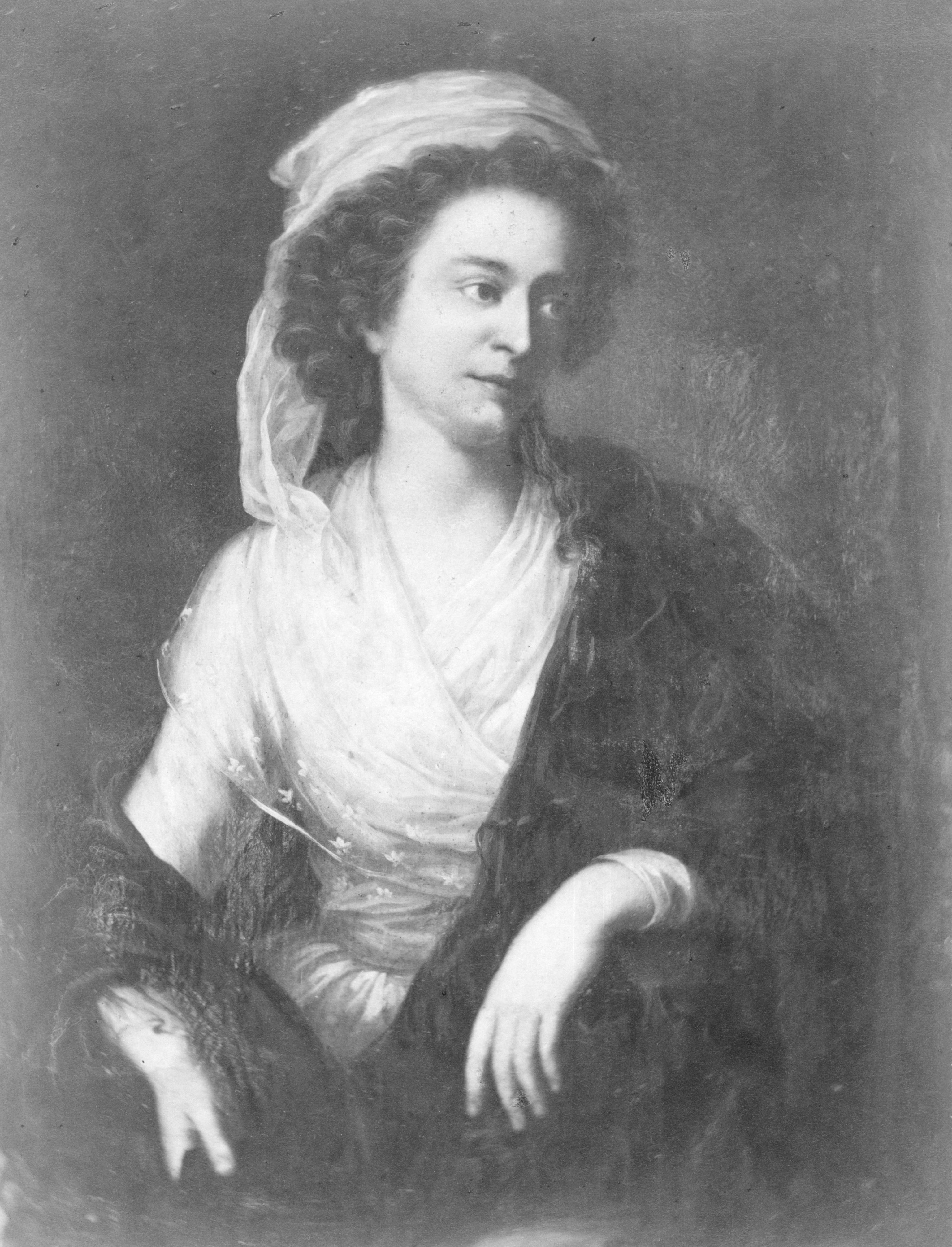
Софія Потоцька1805

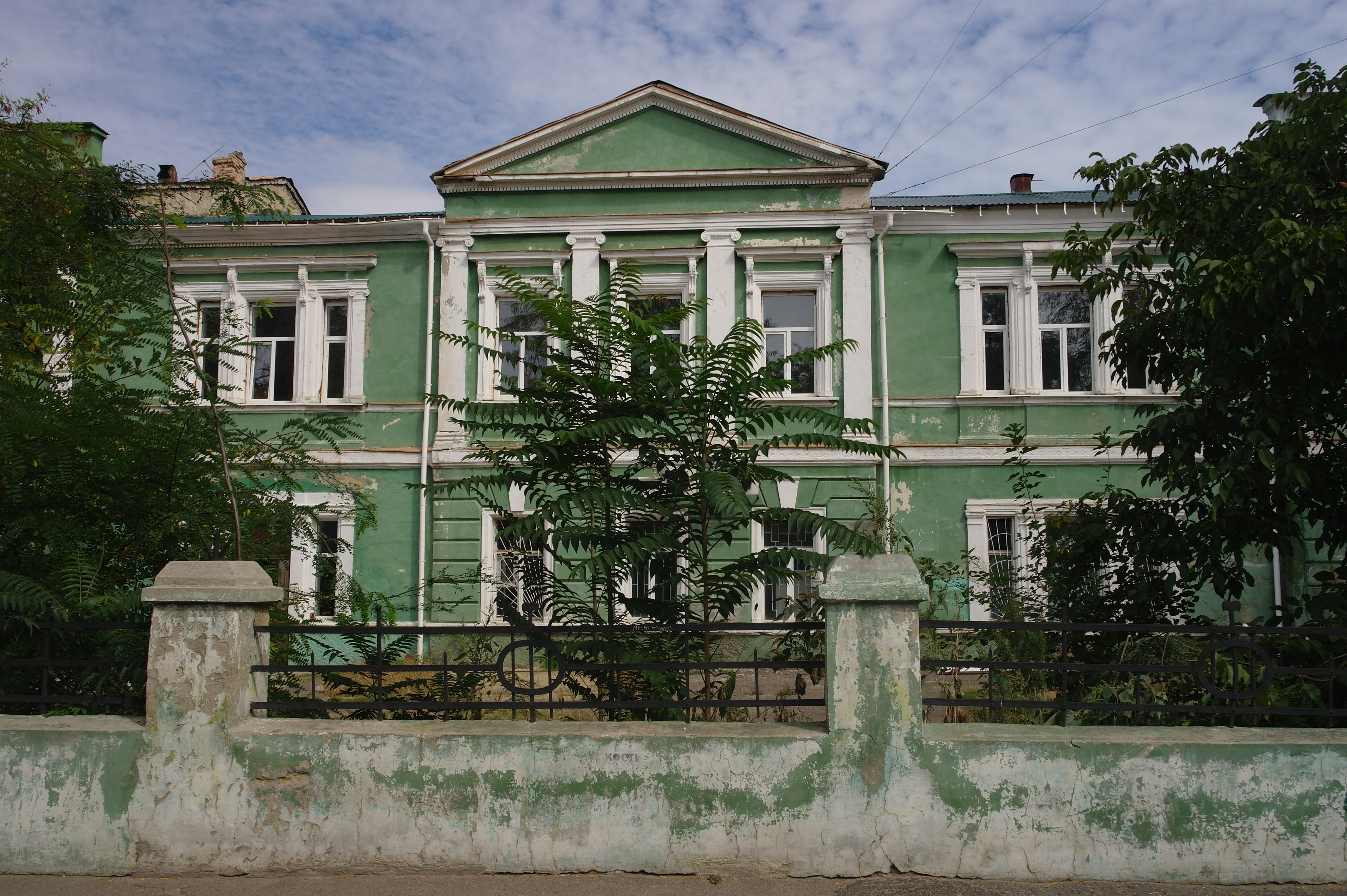
Будинок Софії та Олександра Потоцьких в Одесі

## Портрети Софії
Зображення, яке з кінця 19 ст. активно використовується, як портрет «Софії Потоцької». Після вивчення зображення дослідники прийшли до думки, що ймовірно, що ця дама ХЕЛЕНА АПОЛОНІЯ (Гелена-Аполонія) ПОТОЦЬКА, ур. Масальська, у першому шлюбі де Линь (Helena Apolonia Massalska) (1763—1815)

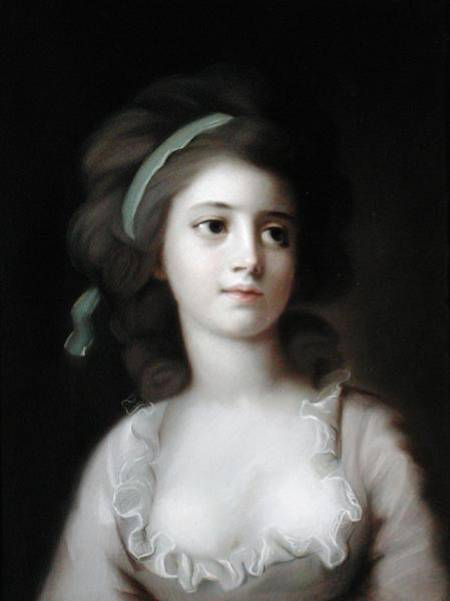
графиня Потоцька, ймовірно ХЕЛЕНА ПОТОЦЬКА, ур. Массальська
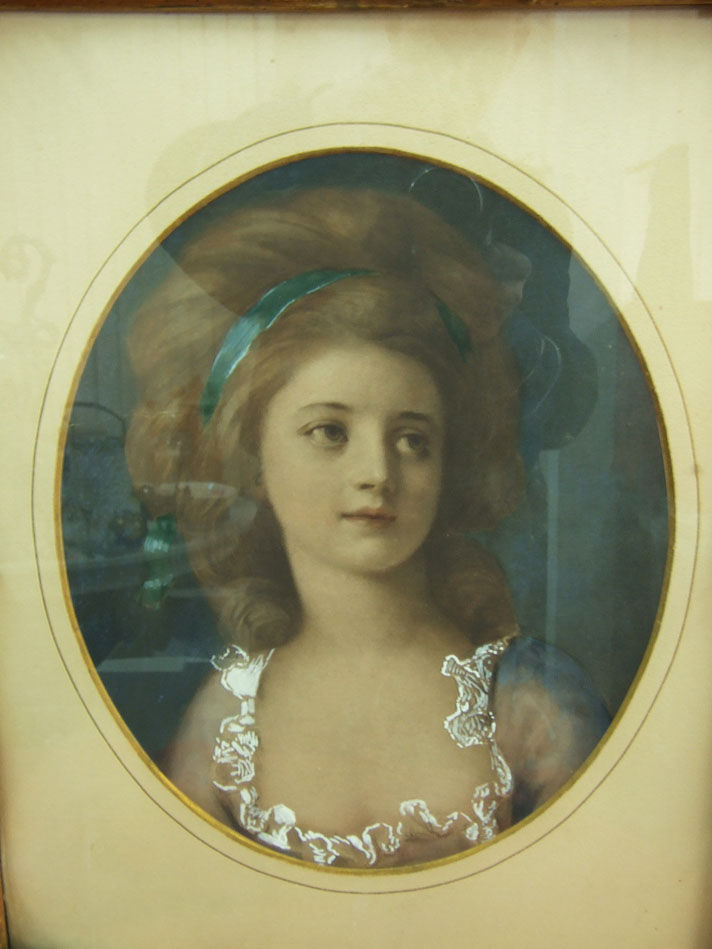
графиня Потоцька, ймовірно ХЕЛЕНА ПОТОЦЬКА, ур. Массальська
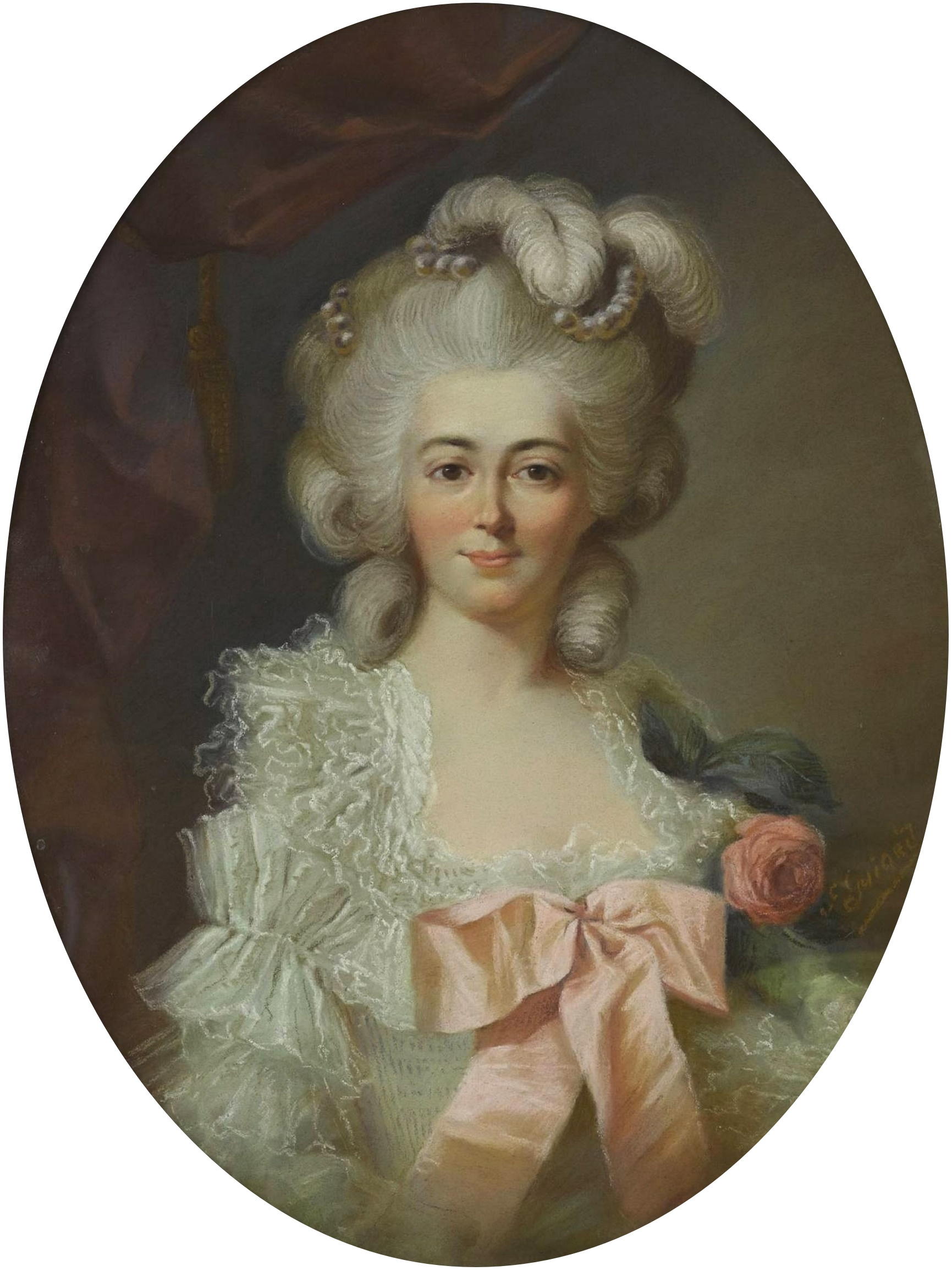
ХЕЛЕНА ПОТОЦЬКА, ур. Массальська, Національний музей в Варшаві
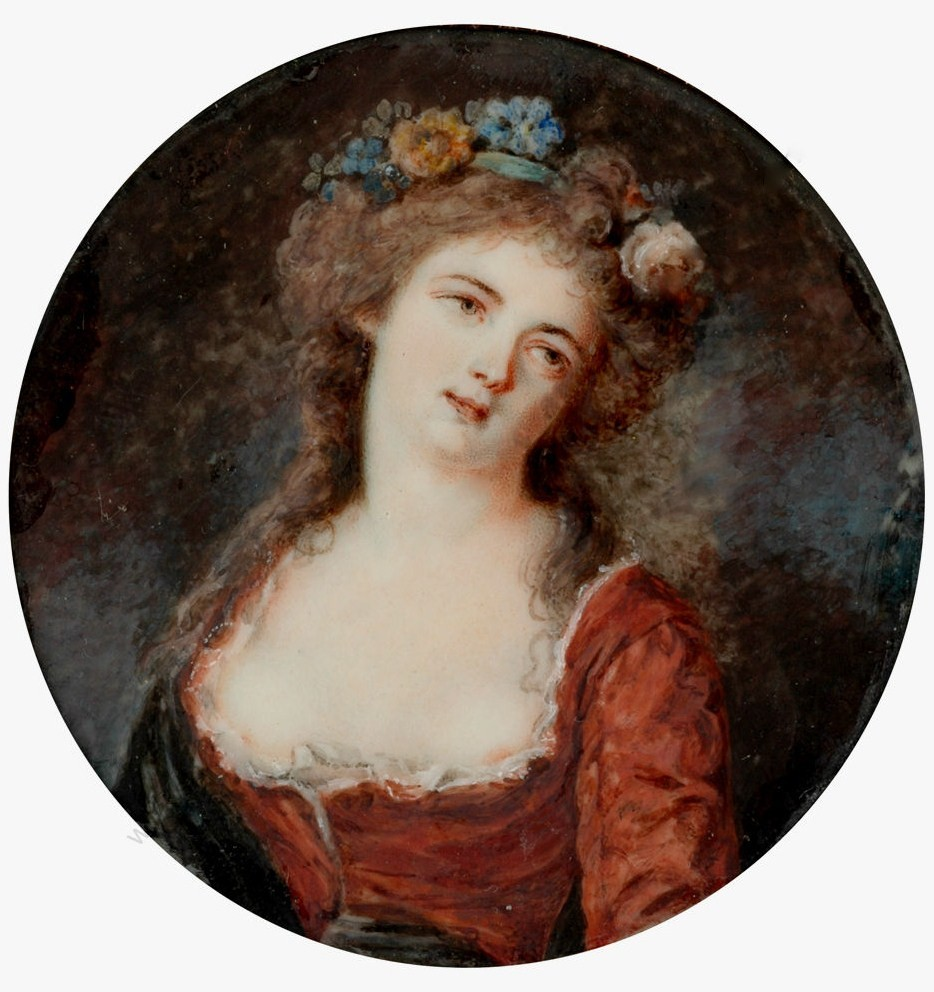
Софія Потоцька, автор Августин Рітт, приватна колекція

## Діти
Троє їх дітей Констянтин, Миколай, Гелена — померли в ранньому віці (в Софіївці були їхні надгробки). Софія мала з графом Потоцьким ще трьох синів і дві доньки. Найстарший — Олександр Потоцький (1798–1868) виїхав до Франції. Проживав у Парижі. Софія стала дружиною Павла Кисельова. Мечислав Потоцький (1800–1876) був одружений з Дельфіною Комар у першому шлюбі, та Емілією Свейковською у другому. Болеслав (1806–1861) одружений з княжною Салтиковою. Донька Ольга (1802–1861) одружена зі Львом (Леоном) Наришкіним.
У 22 роки найстарший син Потоцького був відкликаний з Петербурга за розпусне життя; йому батько купив тоді Могилів-Подільський з присілками. Незвиклий до спокійного життя Щесний Єжи (Юрій) Потоцький закрутив роман з мачухою, як переповідають легенди. Про їх стосунки Станіслав Потоцький дізнався в останню чергу. Він віддалився від Софії і сина. В той час в його маєтку проживав ілюмінат граф Тадеуш Грабянка, який підтримував Потоцького своїми ідеями і залишався з ним до його смерті.
13 березня 1805 помер її другий чоловік С. Щ. Потоцький.
У 1805 Софія виїжджає зі своїм пасинком Юрієм до Петербурга, щоб владнати всі справи на спадок по Потоцькому, але наприкінці року повертається до Тульчина.

## Пам'ять
На честь неї названа вулиця Софіївська в Одесі, де вона певний час проживала.

## Галерея. Діти

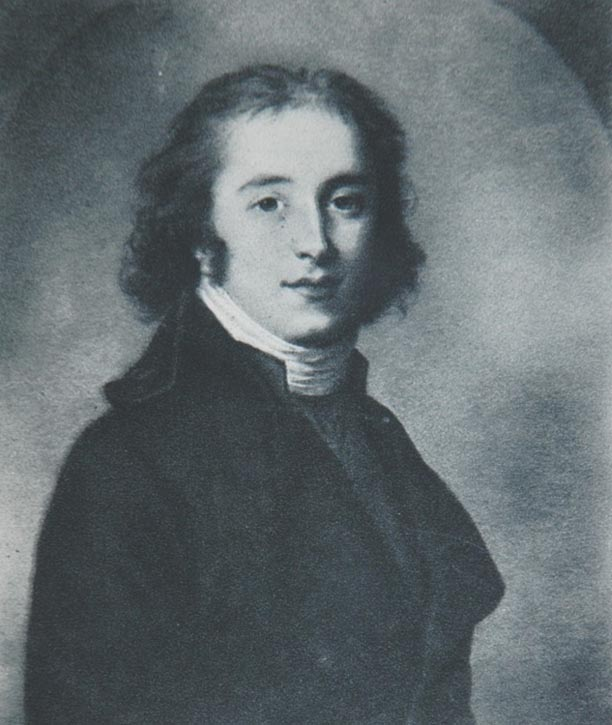
Щесний Юрій Потоцький — син Станіслава
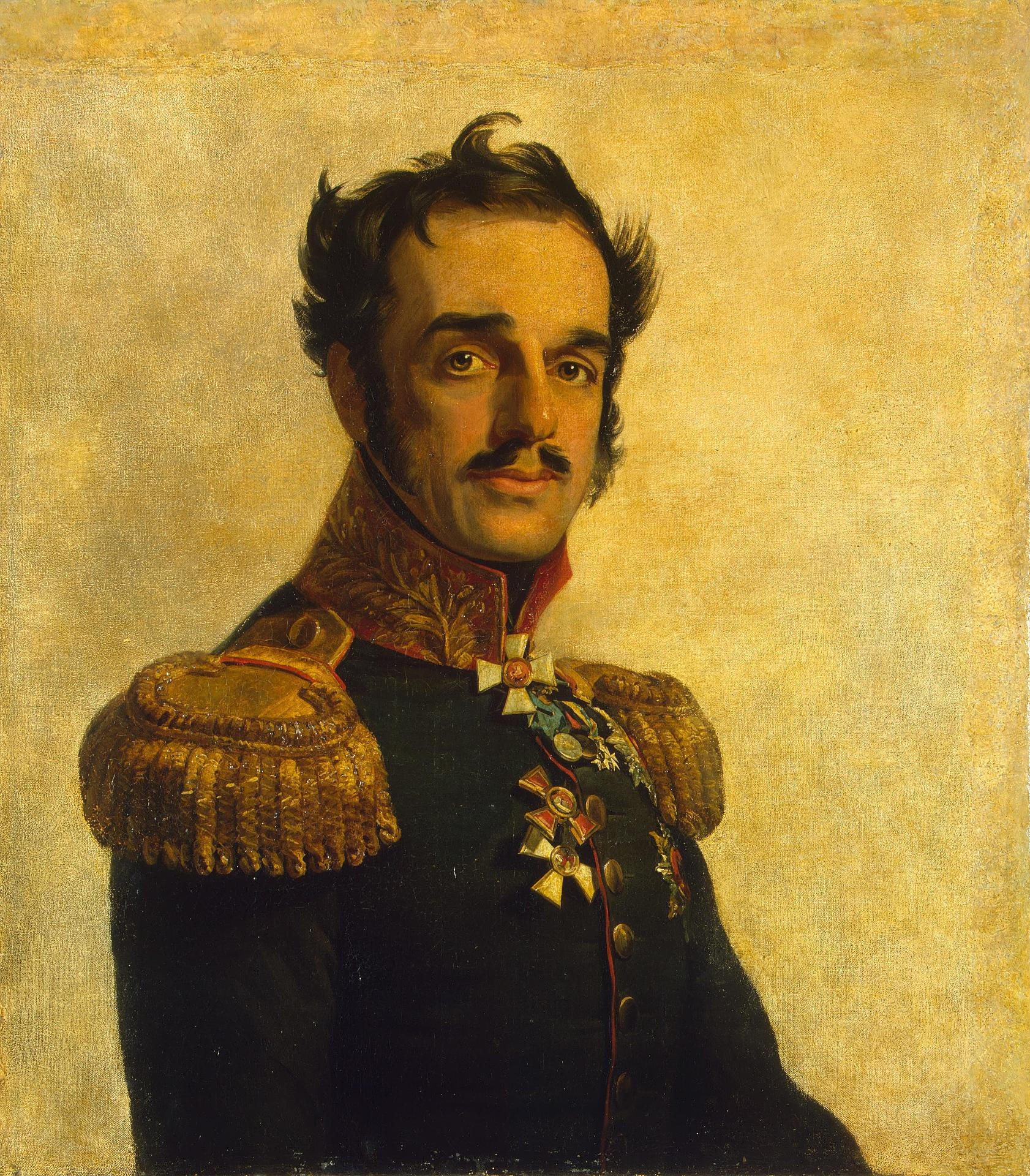
Ян де Вітте — син Софії
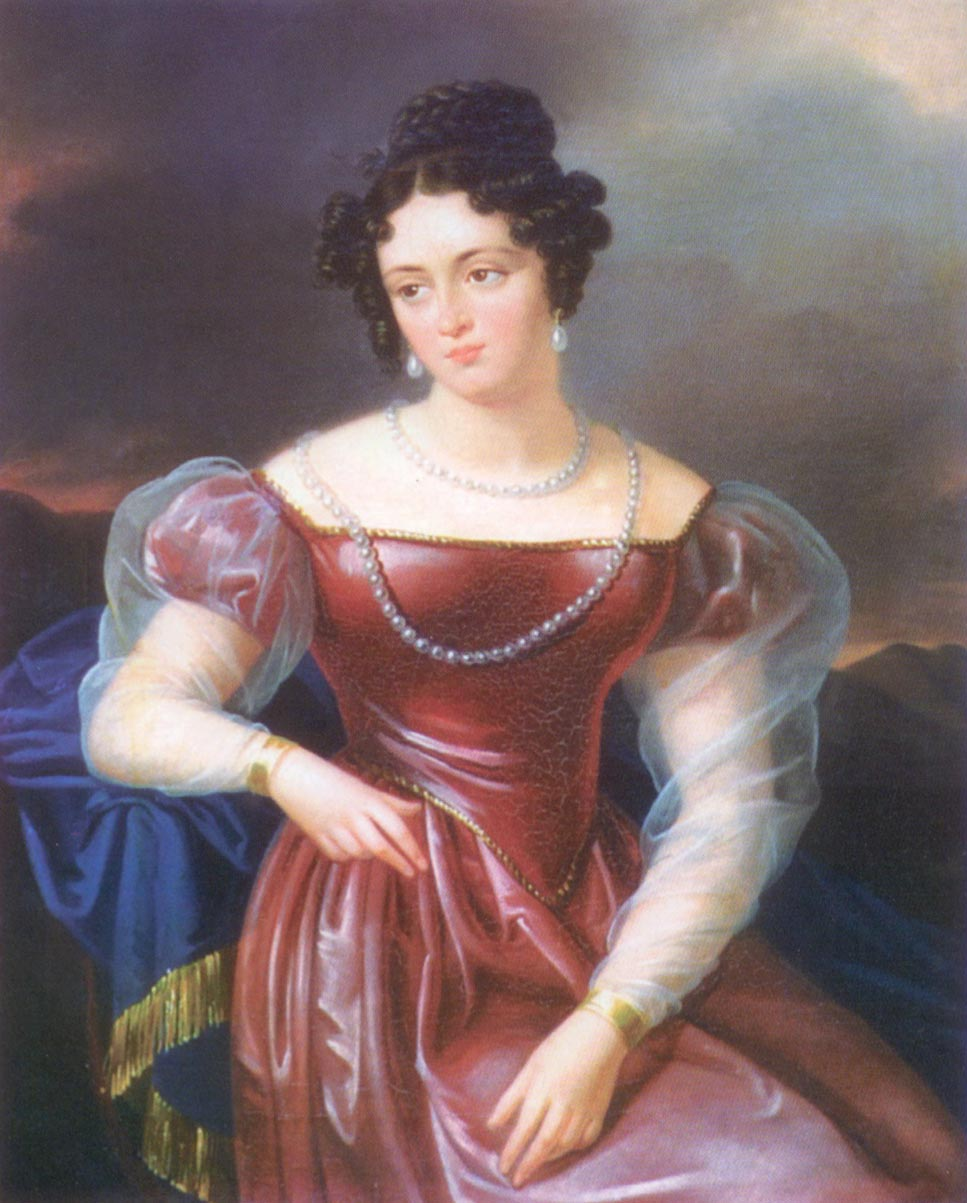
Софія Кисельова
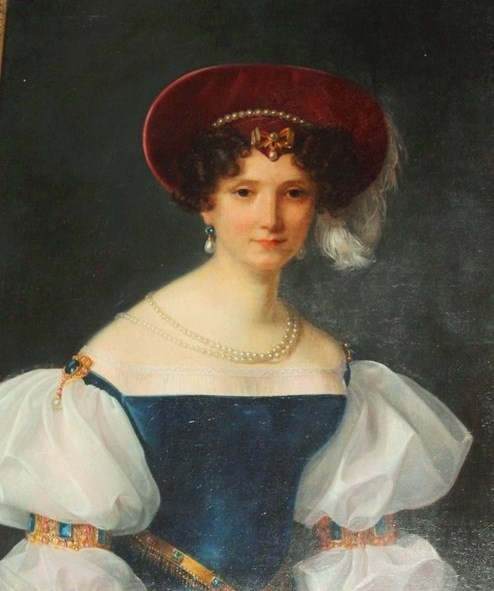
Ольга Наришкіна
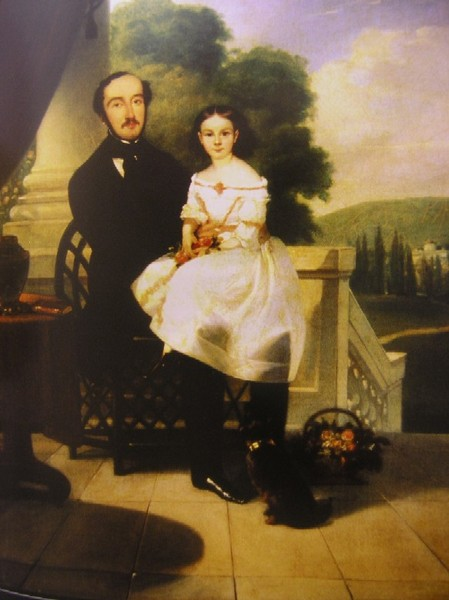
Болеслав з донькою Марією

## Галерея. Маєтки

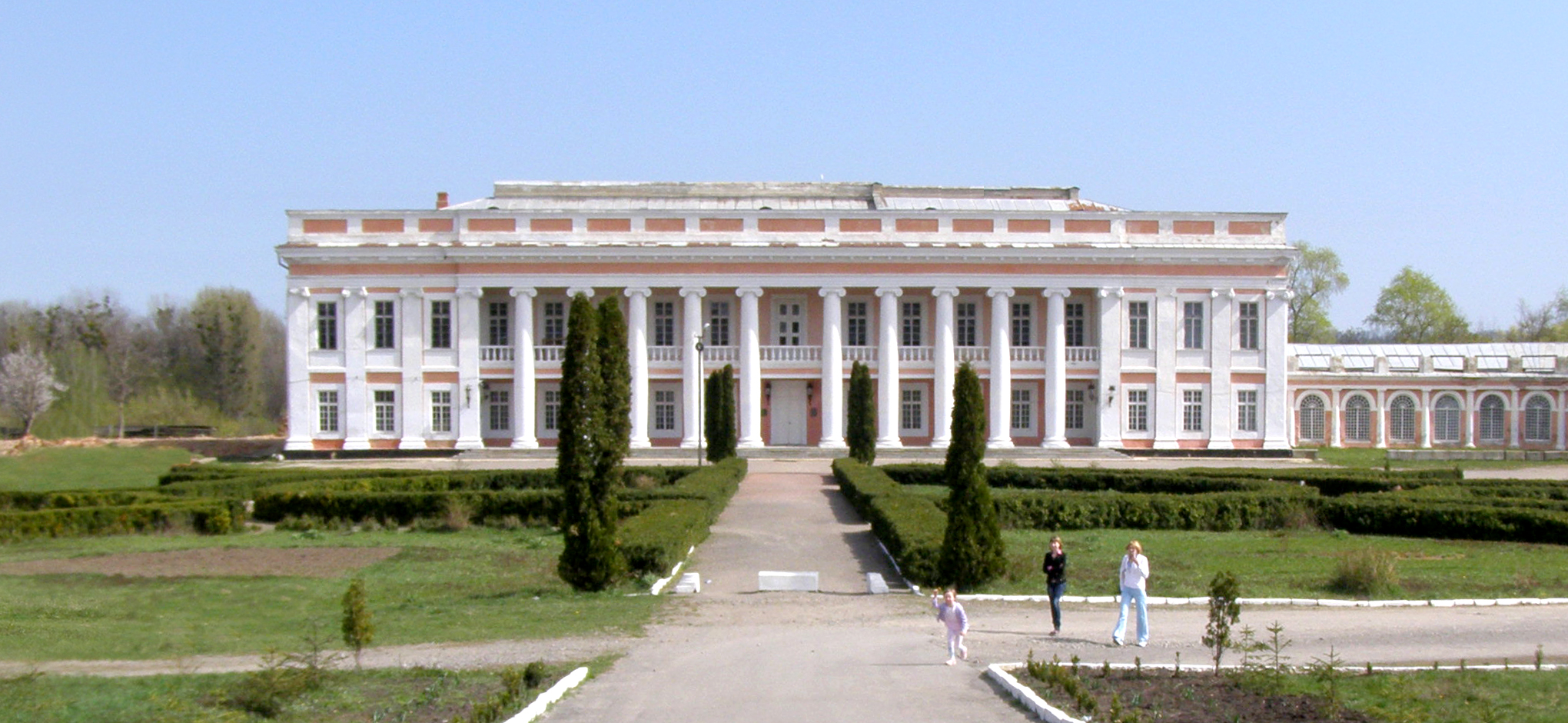
Палац Потоцьких. Тульчин
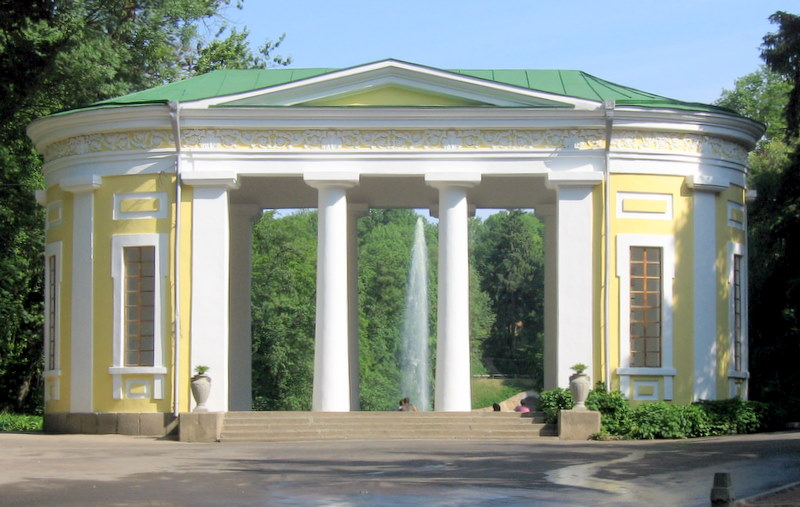
Софіївка. Умань
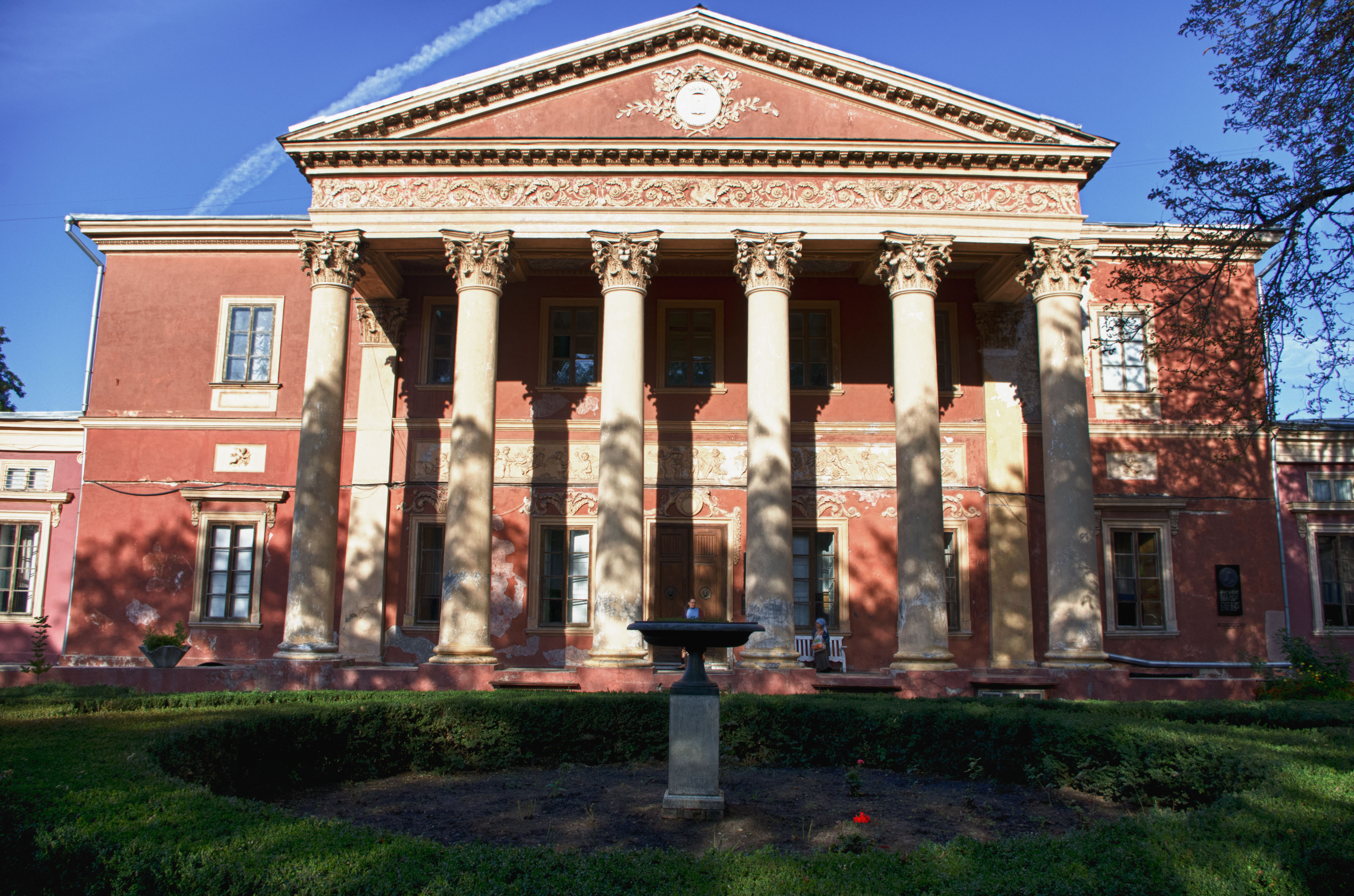
Палац Потоцьких в Одесі
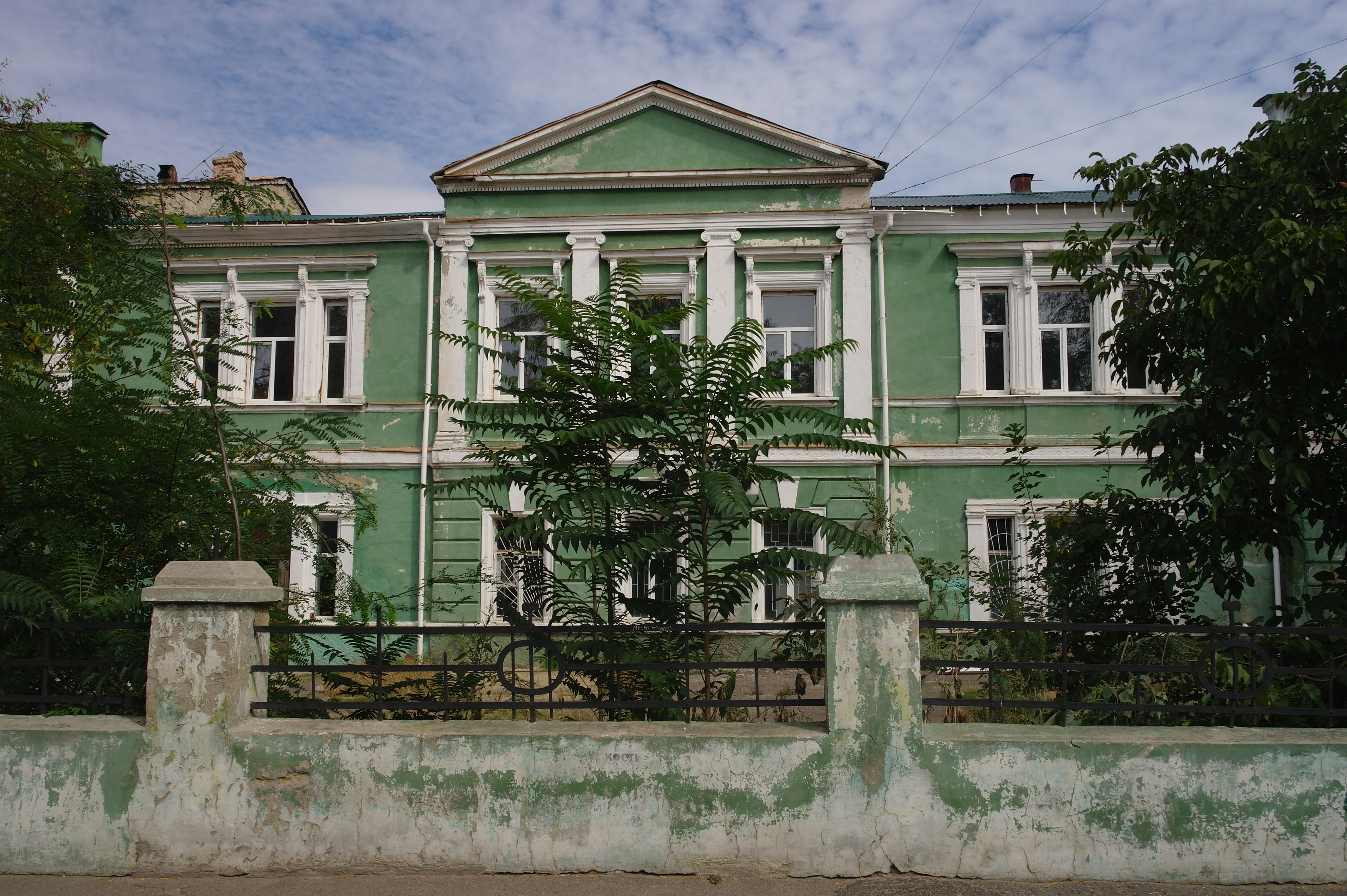
Палац Софії Потоцької (Одеса), куплений у 1805 році. Потім палац Олександра Потоцького